# Каоили, Арианна
Арианна Бо Каоили (англ. Arianne Bo Caoili, 22 декабря 1986, Манила, Филиппины — 30 марта 2020, Ереван, Армения) — филиппинская и австралийская шахматистка, международный мастер среди женщин (2001).

## Биография
Родилась на Филиппинах. Отец — филиппинец, мать — наполовину ирландка, наполовину голландка. С 2004 г. являлась гражданкой Австралии. С 2013 г. постоянно жила в Армении.
Экономист по образованию. Получила степень PhD в одном из университетов Германии. Тема диссертации — "Russian foreign policy, especially its economic and business relations with Armenia on a state and individual level" («Внешняя политика России на материале ее экономических и деловых отношений с Арменией на государственном и индивидуальном уровне»). Работала в международной консалтинговой фирме.
Была замужем за гроссмейстером Л. Г. Ароняном. В 2015 г. состоялась помолвка, 30 сентября 2017 г. — официальное бракосочетание.
В 2016 г. основала газету «Ճամփորդ» и была её главным редактором. Газета бесплатно распространялась среди пассажиров общественного транспорта Еревана.
Ночью 15 марта 2020 г. попала в ДТП: её машина врезалась в бетонный столб. Скончалась в больнице от полученных травм.

## Спортивная карьера
Чемпионка Океании 2009 г. (получила право участвовать в чемпионате мира 2010 г., но не воспользовалась им).
Чемпионка Азии среди девушек 2000 г.
Победительница женского турнира в Лондоне (2009 г.; 8 из 9, на 2 очка впереди ближайшей преследовательницы; соревнование проводилось параллельно с турниром London Chess Classic).
Бронзовый призер турнира Australian Masters 2002 г. (пропустила вперед только М. Глузмана и Г. Уэста).
Участница семи шахматных олимпиад: 1998 и 2000 гг. в составе сборной Филиппин, 2004, 2006, 2008, 2010 и 2012 гг. в составе сборной Австралии.

## Изменения рейтинга
| Графики недоступны из-за технических проблем. См. информацию на Фабрикаторе и на mediawiki.org. |